# Малышкин, Василий Фёдорович
Васи́лий Фёдорович Малы́шкин (29 декабря 1896, Марковский рудник, близ Юзовки — 1 августа 1946, Москва) — генерал-майор РККА (1941), коллаборационист и один из лидеров РОА и КОНР, в звании генерал-майора был начальником главного организационного управления КОНР.

## Биография
Родился в семье бухгалтера. Окончил Новочеркасскую гимназию (1916) и ускоренный курс Чугуевского военного училища (1917).

### Военная служба
В 1917 году — прапорщик 252-го запасного пехотного полка.
В апреле 1918 года добровольно вступил в Красную армию, был командиром роты 2-го Донецкого советского полка. Участник Гражданской войны. В 1919 году вступил в ВКП(б).
С мая 1919 года — командир батальона и помощник командира 334-го стрелкового полка. С сентября 1919 года — командир 339-го стрелкового полка. С февраля 1920 года — командир 351-го стрелкового полка. С апреля 1920 года — командир 174-го стрелкового полка. С октября 1921 года — командир 7-го Кавказского стрелкового полка.
С 1924 учился в Военной академии РККА; окончил её в 1927 году.
В июне 1927 — октябре 1930 года — начальник штаба 33-й стрелковой дивизии в Могилёве. В октябре 1930 — ноябре 1931 года — начальник штаба Высших стрелково-тактических курсов усовершенствования командного состава «Выстрел».
В 1931—1933 годах — начальник сектора Управления военно-учебных заведений РККА. В 1933—1935 годах — начальник Киевской пехотной школы.
В мае 1935 — декабре 1936 года — военный комиссар и командир 99-й стрелковой дивизии. В декабре 1936 — августе 1937 года — заместитель начальника штаба Забайкальского военного округа. В августе 1937 — августе 1938 года — начальник штаба 57-го особого корпуса в Монголии.
9 августа 1938 года был арестован, обвинён в участии в антисоветском заговоре и шпионаже. На суде отказался от данных под пытками показаний, после чего его дело было отправлено на доследование. В октябре 1939 года освобождён.
С декабря 1939 года — старший преподаватель Военной академии Генерального штаба. С 18 декабря 1939 года — комбриг.
В июле 1941 года, после начала Великой Отечественной войны, был назначен начальником штаба 19-й армии. С 7 октября 1941 года — генерал-майор. В октябре 1941 года вместе с армией оказался в окружении под Вязьмой, 24 октября был взят в плен.
За время службы в Красной армии был награждён орденами Красного Знамени и «Знак Почёта».

### Русская освободительная армия

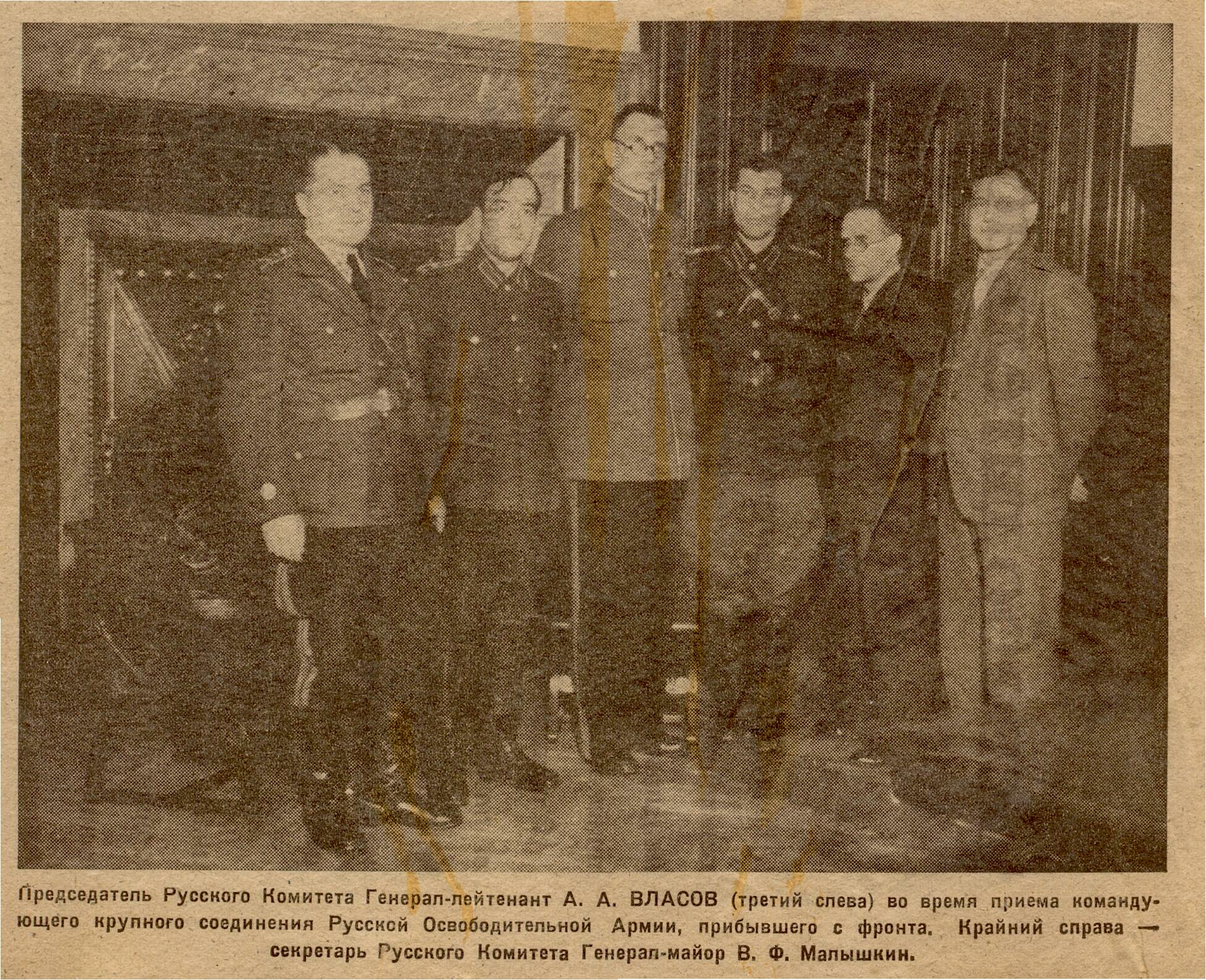
В. Ф. Малышкин — крайний справа.

Содержался в лагерях военнопленных под Смоленском и Фюрстенбергом. В плену заявил о готовности сотрудничать с германскими властями. С 1942 года преподавал на курсах пропагандистов в Вульгайде, с июля 1942 года — помощник начальника курсов по учебной части.
С начала 1943 года работал в отделе пропаганды Верховного командования вермахта, где познакомился с генералом А. А. Власовым, с этого времени был одним из его ближайших помощников. Руководил Первой антибольшевистской конференцией бывших бойцов и командиров РККА, проходившей в школе Русской освободительной армии в Дабендорфе. В июле 1943 года выезжал в Париж, где выступил перед эмигрантами с критикой царского строя и Белого движения и определил главную задачу «власовского» движения как «уничтожение большевизма и власти Сталина» и установление нового строя.
В речи на Антибольшевистской конференции Малышкин заявил, что Белое движение «не несло прогрессивных начал для русского народа, это движение было, в лучшем случае, безыдейным движением, а чаще всего — это было движение, направленное к реставрации старой дворянско-помещичьей России». Положительной программой нового строя были принцип права на самоопределение для всякого нацменьшинства вплоть до права на создание самостоятельного государства и разделение экономики на частный сектор для сельского хозяйства и государственный для построенной в СССР промышленности, которая должна была остаться в «народной собственности»; национальный вопрос Малышкин поставил на первое место. При этом в речь Малышкина вошли три антисемитские вставки, вероятно, под давлением нацистов, так как кроме как в речи на конференции Малышкин антисемитизм не проявлял. В частности, он приписал Власову слова «свобода для всех народов, кроме еврейского», которые тот никогда не произносил, никогда не проявляя антисемитизм.

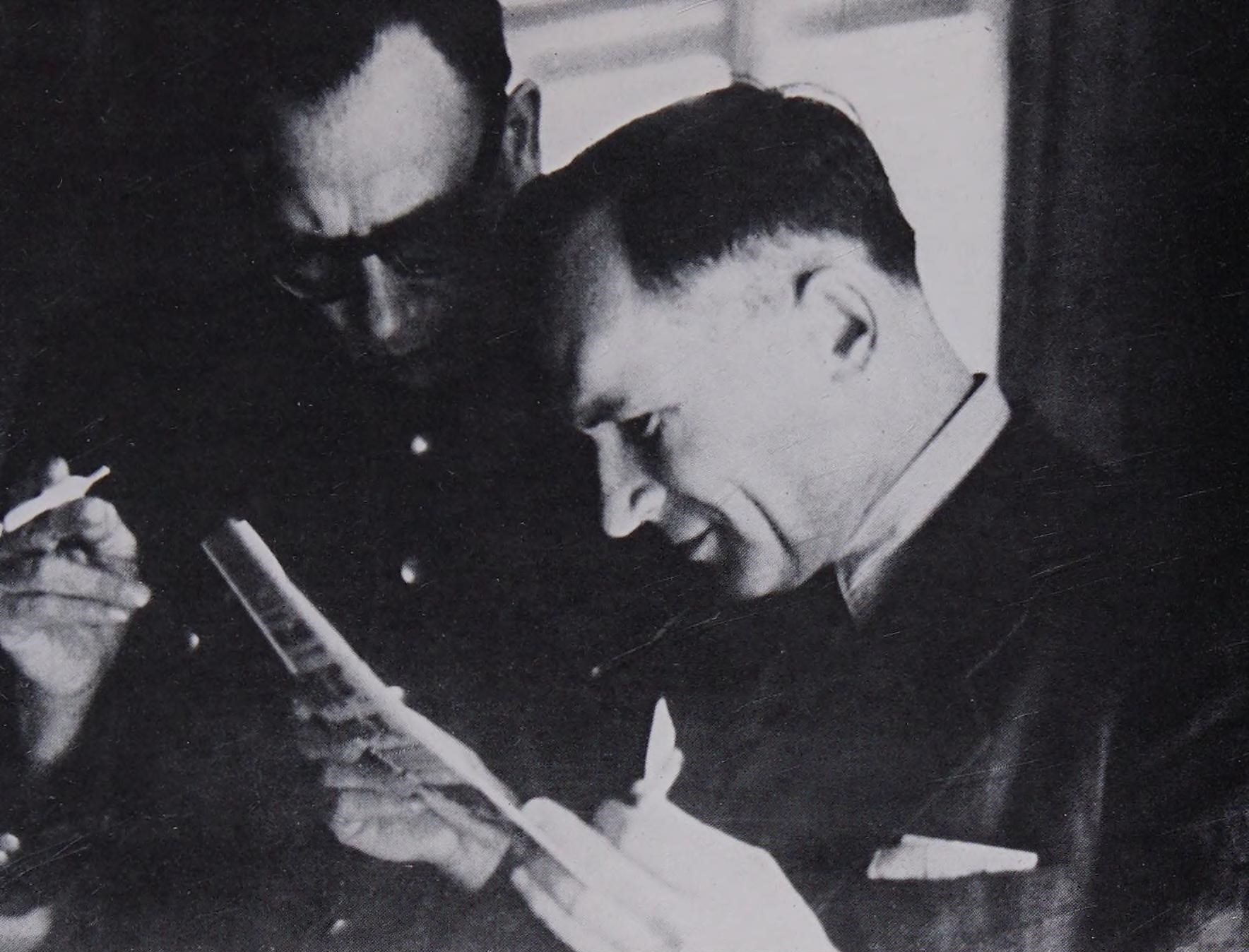
Власов (слева) и Малышкин

В 1944 году возглавлял группу пропагандистов, действовавшую в русских батальонах, входивших в состав немецких войск во Франции. С ноября 1944 — член президиума Комитета освобождения народов России (КОНР), начальник Главного организационного управления КОНР. В конце апреля 1945 года был назначен уполномоченным на переговорах представителей «власовцев» с командованием американской армии.
В мае 1945 года был интернирован американцами, содержался в Аугсбурге, Секкепхаймсе и Оберруселе. Написал для американской разведки записку о подготовке командного состава Красной армии. 25 марта 1946 года на основании ялтинских соглашений был передан представителям советского командования.

### Суд и казнь

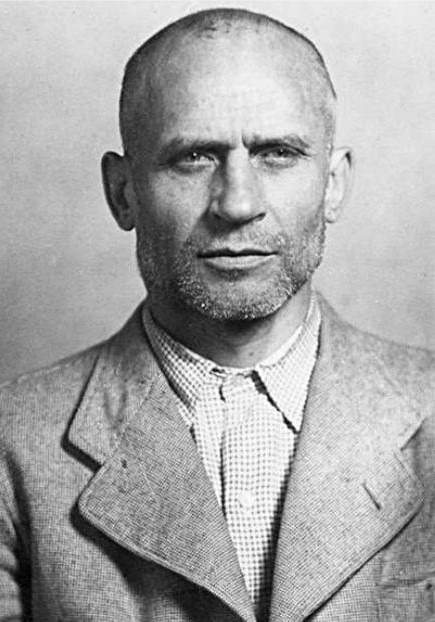
Фото из следственного дела

В 1946 году находился в заключении в Москве. На следствии признал себя виновным, заявил следователю: «На протяжении ряда лет я относился враждебно к Советской власти, считая, что Советское правительство проводит чуждую интересам народов политику, в результате чего крестьяне и рабочие лишены всяких прав и живут в нужде»[где?].
Непредсказуемость поведения Малышкина, как и некоторых других «власовцев» (существовали опасения, что подсудимые могут начать излагать свои взгляды, «объективно совпадающие с настроениями определённой части населения, недовольной Советской властью»), привела к тому, что судебный процесс над ними был объявлен закрытым. На суде признал себя виновным. Приговорён к смертной казни Военной коллегией Верховного суда СССР. 1 августа 1946 года повешен во дворе Бутырской тюрьмы. Останки казнённых кремировали и захоронили в безымянном рву Донского монастыря.